# アルジリス・カンディリス
アルジリス・カンディリス（ギリシャ語: Αργύρης Κανδύλης, ラテン文字転写: Argiris Kandilis, 1973年7月1日 - ) は、レコーディング・エンジニアの男性声優。

## 出演作品
太字はメインキャラクター。

### テレビアニメ
- ペット・エイリアン